# Памятник Александру III (Санкт-Петербург)
Памятник императору Александру III — монумент российскому императору Александру III работы скульптора Паоло Трубецкого. Воздвигнут в 1909 году на Знаменской площади Санкт-Петербурга. Ныне располагается во дворе Мраморного дворца.

## Работа над памятником
Монумент, как писали при создании, посвящён «Императору Александру III Державному основателю Великого Сибирского пути».
Заказчиками памятника были император Николай II и члены царской семьи.
В 1899 году была создана специальная «Комиссия по проведению конкурса» на создание монумента в Санкт-Петербурге.
Пятью годами ранее в Москве уже начал работать «Комитет по  организации конкурса и сооружению памятника Александру III для Москвы».
С 1894 года и до гибели членом «Московского Комитета» был Пётр Трубецкой. Как говорилось в документе тех лет, — «Членом Комитета по Высочайшему повелению, состоял Московский Губернский Предводитель Дворянства Егермейстер Высочайшего Двора Князь П. Н. Трубецкой». Пётр Трубецкой был двоюродным братом итальянского скульптора Паоло Трубецкого, приехавшего в 1897 году по приглашению родственников, в Россию[значимость факта?].

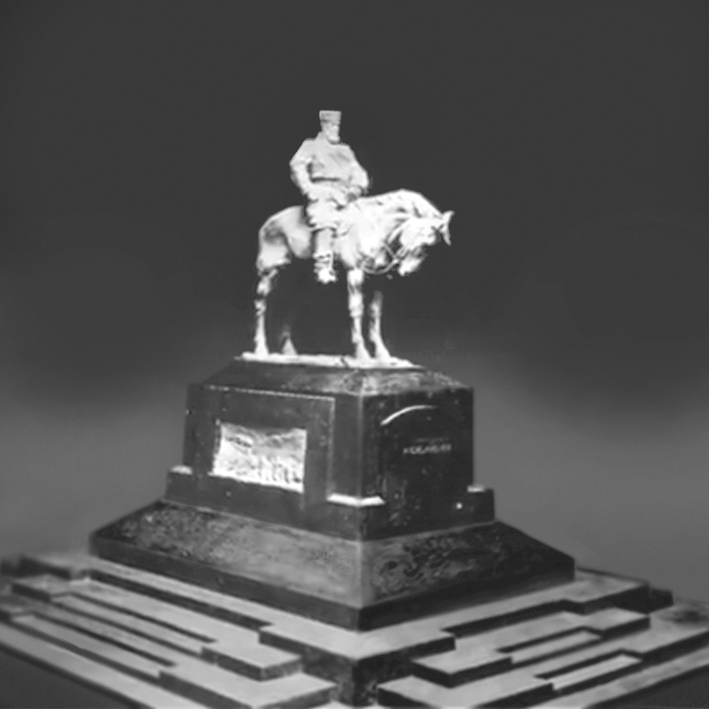
Модель 1900 года. Архитекторы — А. Томишко и Ф. Шехтель, скульптор П. Трубецкой

В марте 1900 года специально созданная «Комиссия по проведению конкурса» на создание монумента в Санкт-Петербурге после долгих обсуждений, по результатам второго тура всё же остановилась на проекте Паоло Трубецкого, жившего в это время в Москве. Проект конного монумента с пьедесталом, предложенным архитекторами А. О. Томишко и Ф. О. Шехтелем, был принят за основной вариант.
Паоло Трубецкой работал над скульптурой Александра III с 1899 по 1906 год, до отъезда за границу. Для создания монумента была сооружена специальная мастерская-павильон из стекла и железа на Старо-Невском проспекте, неподалёку от Александро-Невской лавры. В подготовительной стадии Трубецким были созданы восемь небольших по размеру моделей, четыре в натуральную величину и две в масштабе самого памятника.
Сергей Витте в «Воспоминаниях» отмечает «неуживчивый характер» скульптора. Трубецкой, очевидно, не учитывал и мнения великого князя Владимира Александровича, усмотревшего в «модели Трубецкого карикатуру на его брата». Однако вдовствующая императрица, удовлетворённая явно выраженным портретным сходством, способствовала завершению работ над монументом.
Памятник существенно отличался от многих официальных царских монументов; скульптор был далёк от идеализации, от стремления к парадности. Александр III изображён в мешковатой одежде, грузно сидящим на тяжёлом коне, не соответствовал общепринятым представлениям об императорах. Как и во многих произведениях, здесь ярко воплотилось творческое кредо автора, говорившего, что «портрет не должен быть копией. В глине или на полотне я передаю идею данного человека, то общее, характерное, что вижу в нём». Независимо от степени достоверности слов, приписываемых Трубецкому, — «не занимаюсь политикой. Я изобразил одно животное на другом», — монумент вызывает ощущение тупой давящей силы. Александр Бенуа отмечал, что эта особенность памятника «обусловлена не просто удачей мастера, но глубоким проникновением художника в задачу».

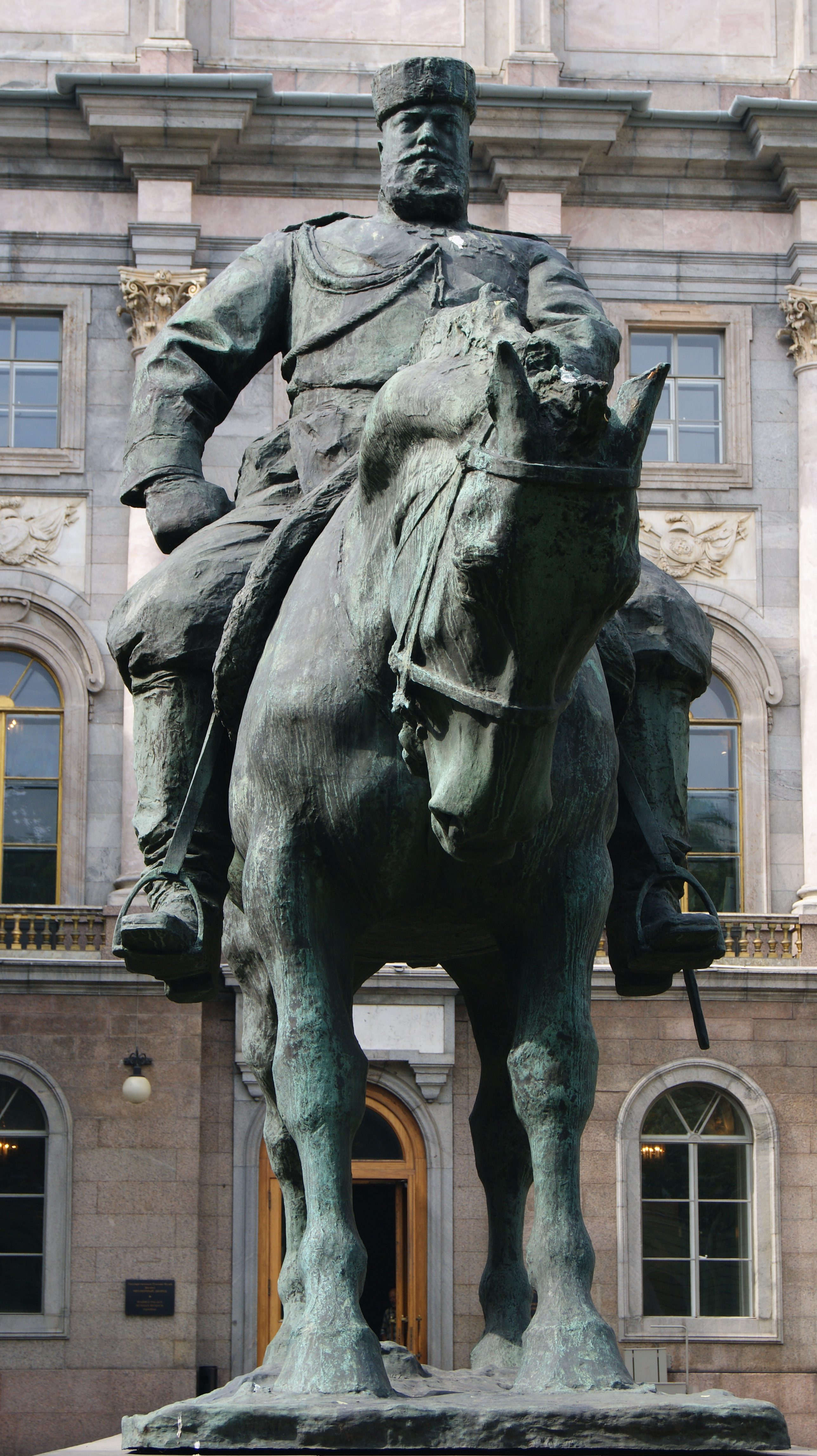
Памятник в 2011 году

Ещё до открытия монумента скульптор почувствовал недоброжелательное отношение со стороны многих членов царской фамилии и высших чиновников. Николай II хотел переместить памятник в Иркутск, «отправить его в ссылку в Сибирь, подальше от своих оскорблённых сыновьих глаз», а в столице воздвигнуть другой монумент. Сергей Витте вспоминал, что скульптор даже не получил своевременно приглашения на торжественное открытие памятника и приехал в Петербург позднее.
Изготовление бронзовой скульптуры выполнялась в Петербурге в отсутствии скульптора. Итальянский литейщик Э. Сперати монумент отливал по частям: фигуру Александра III — в мастерской литейщика К. А. Робекки, коня — на Обуховском сталелитейном заводе.
Постамент, упрощённый по сравнению с первоначальным замыслом, в форме прямоугольного параллелепипеда, был сделан из валаамского красного гранита.
Общая высота монумента 8,5 метра. Высота фигуры — 5 метров, основание — более 3 метров.
Высоко ценивший искусство Трубецкого Николай Врангель назвал памятник Александру III «самой неудачной из его работ <...> которую Трубецкой выполнил не как монументальное сооружение, не как символическую декорацию площади, а как случайный момент, как маленькую статуэтку».
Тем не менее 23 мая (5 июня) 1909 в Высочайшем присутствии памятник был освящён и торжественно открыт на Знаменской площади Санкт-Петербурга; богослужение возглавлял митрополит Антоний (Вадковский), скульптор П. Трубецкой на открытии монумента не был; «по окончании церемониального марша члены комиссии по постройке памятника, во главе с ст.-секр. гр. Витте и председателем комиссии, гофмейстером кн. Голицыным, имели счастие представиться их величествам».

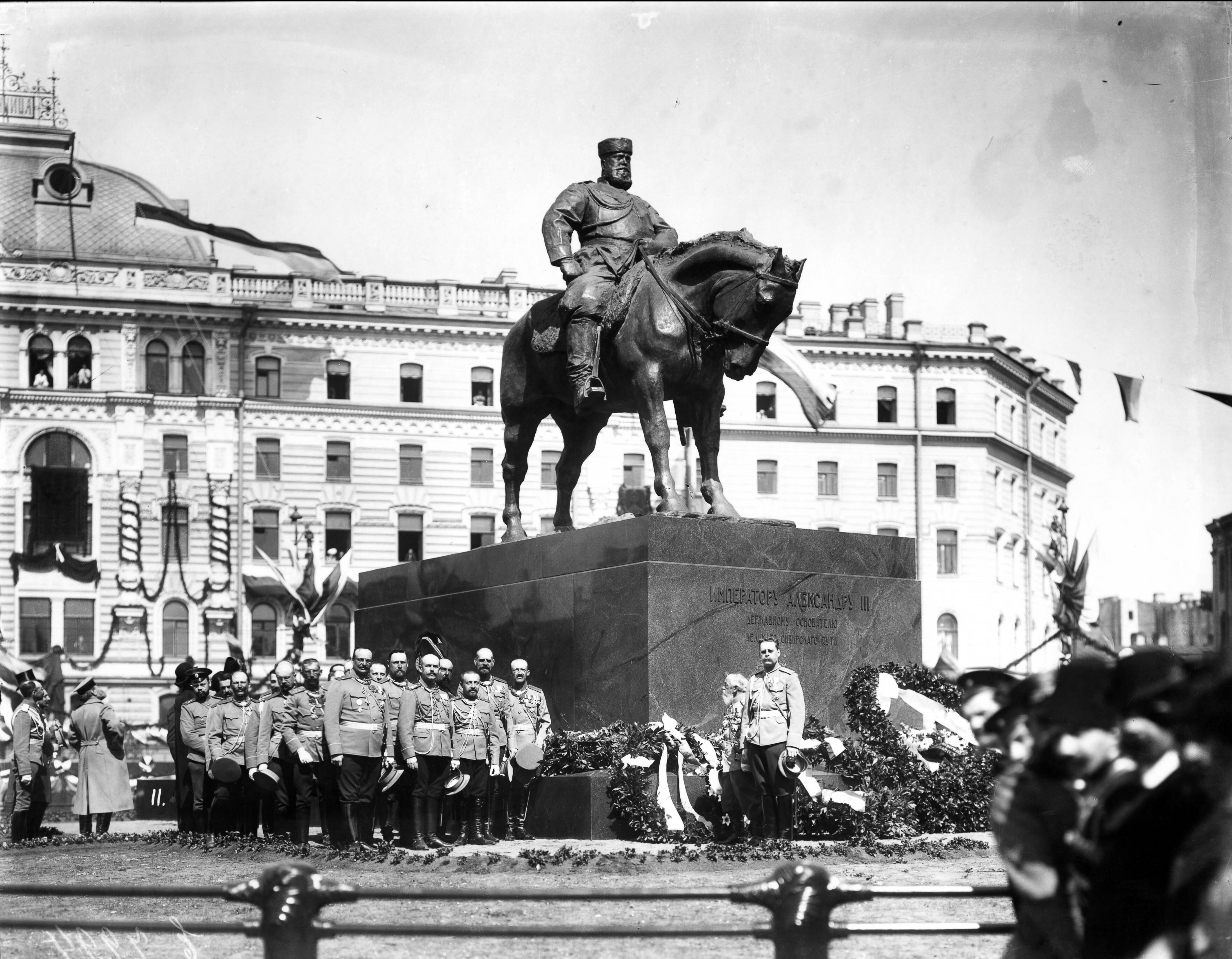
Открытие памятника 23 мая 1909 года
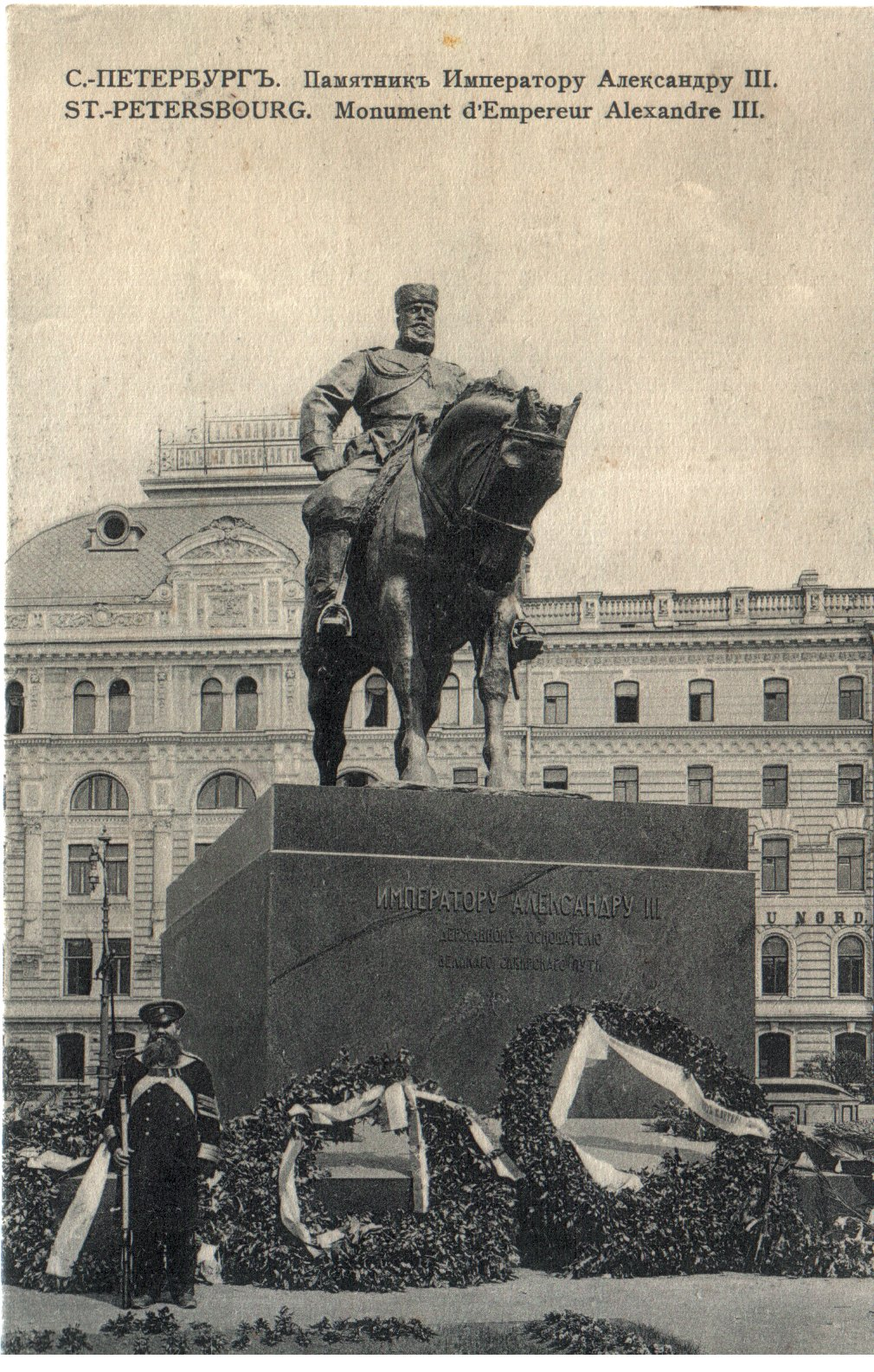
Открытие памятника, 1909 год
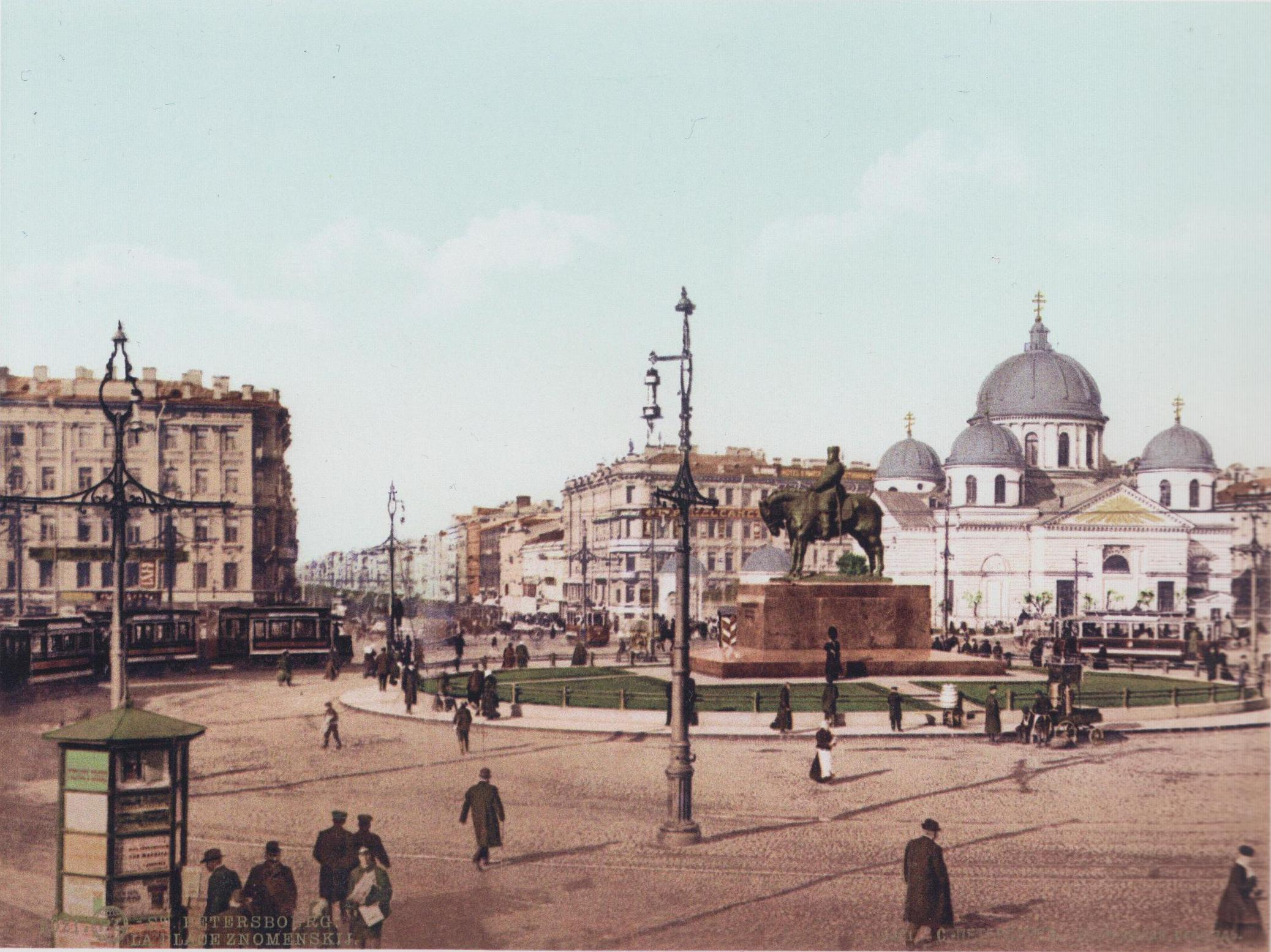
Вид Знаменской площади и памятника, 1909—1912 годы
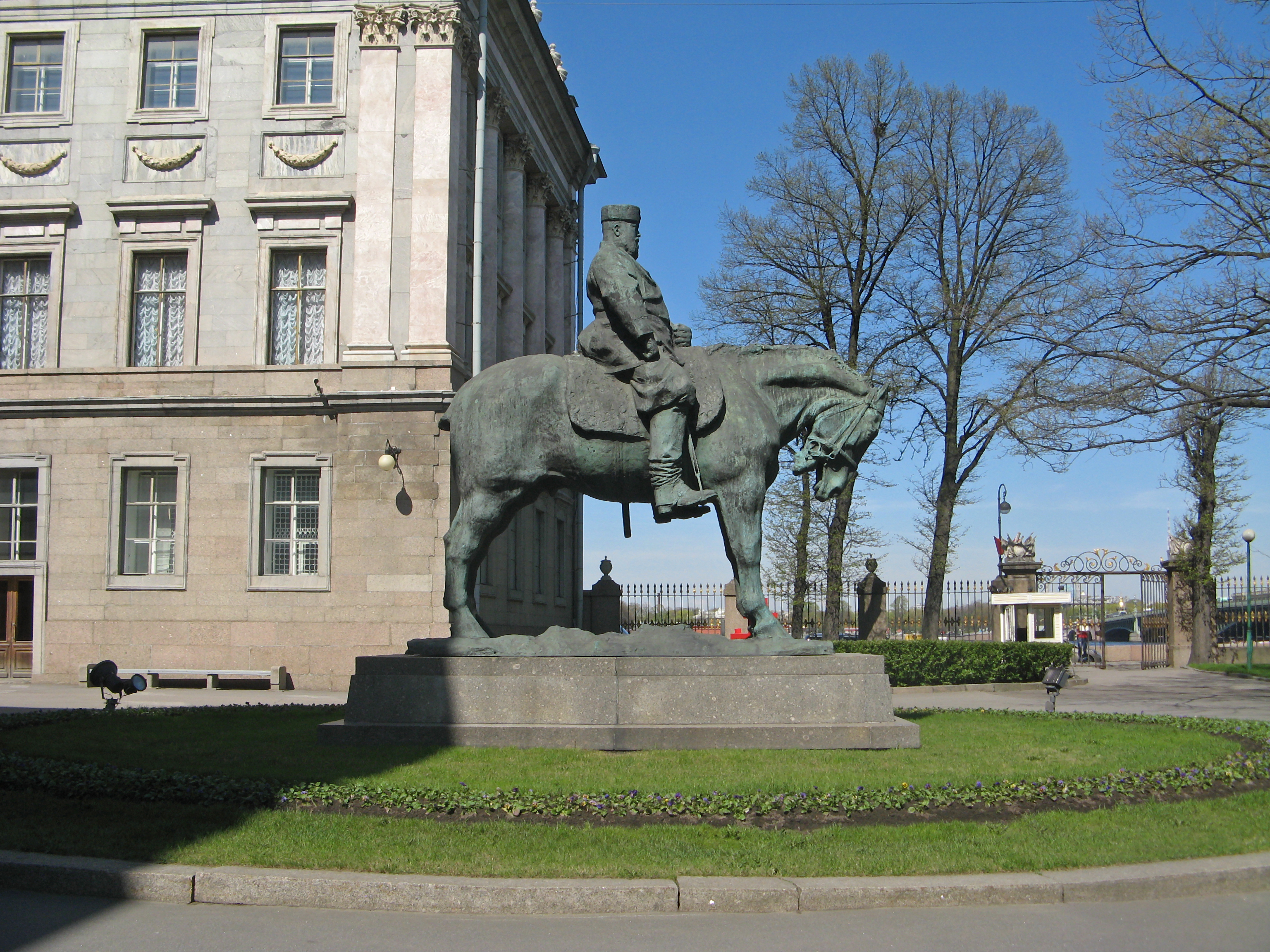
Памятник перед Мраморным дворцом, 2016 год
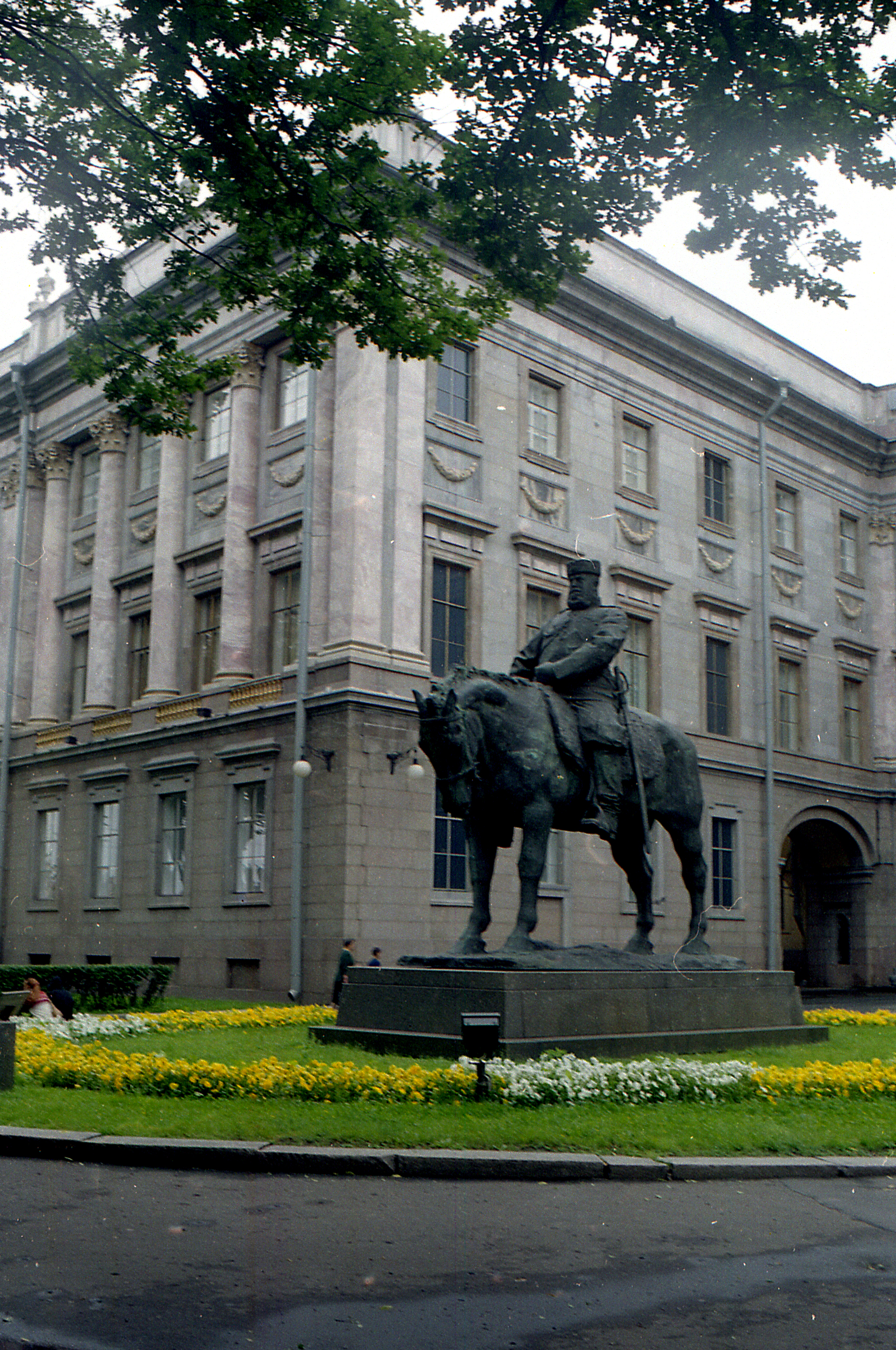
Памятник перед Мраморным дворцом

## Судьба памятника
Мой сын и мой отец при жизни казнены,

А я пожал удел посмертного бесславья.

Торчу здесь пугалом чугунным для страны,

Навеки сбросившей ярмо самодержавья.

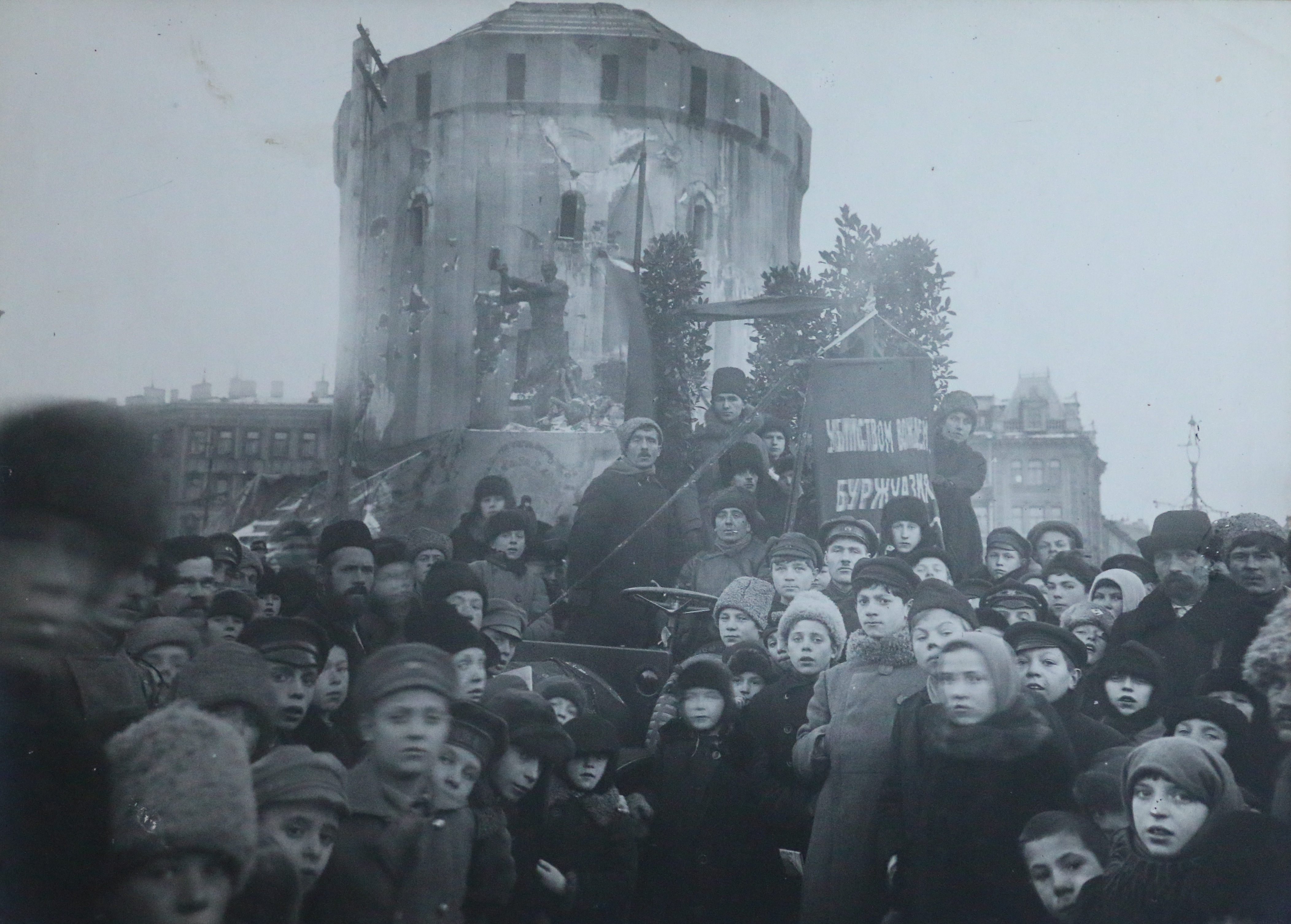
Декоративная композиция, скрывающая памятник Александру III на Первомайские праздники 1917 года

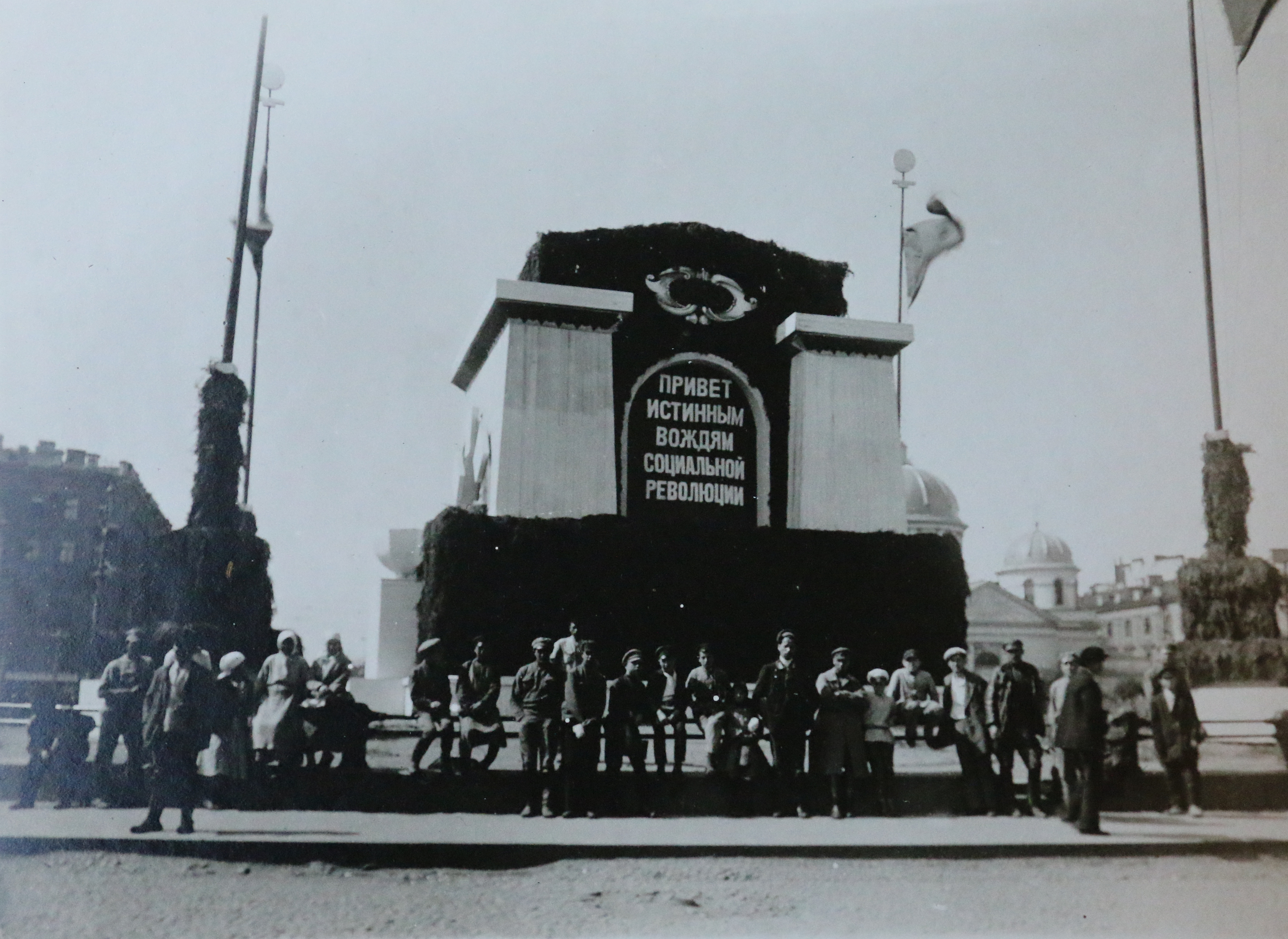
1920 год. Композиция над памятником установленная к встрече делегатов Второго конгресса Третьего Интернационала

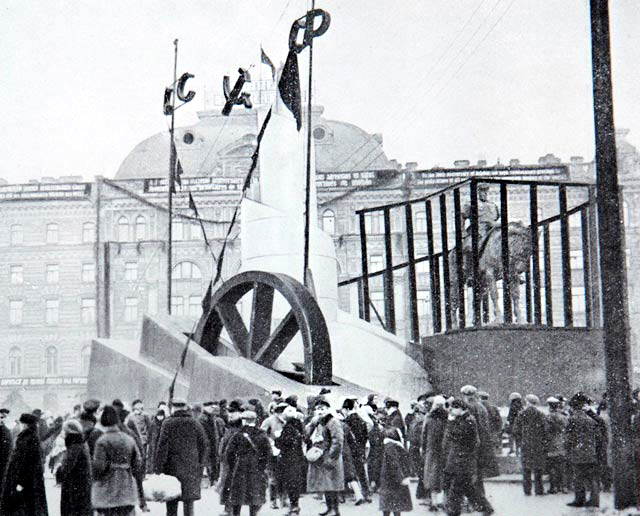
Праздничное оформление к десятилетию Октября. Площадь Восстания. 1927 год

Как монумент, посвящённый «Державному основателю Великого Сибирского пути», памятник просуществовал 8 лет — до марта 1917 года. После Февральской революции 1917 года по решению комиссии Временного правительства памятник периодически закрывали декоративными композициями, меняя оформление в зависимости от предстоящего революционного события.
После Октябрьской революции на постаменте в 1919 году было выбито стихотворение Демьяна Бедного «Пугало». В таком виде он показан в эпизоде фильма «Закройщик из Торжка» (1925).
В 1927 году, к десятилетию Октября, памятник в очередной раз послужил основой праздничного оформления. В центре площади стояла скульптура императора, заключённая в металлическую клетку, и вертикальное сооружение с революционными символами. Автором декоративной композиции был академик архитектуры (с 1915 года) И. А. Фомин.
15 октября 1937 года памятник Александру III был демонтирован и перенесён во внутренний двор Русского музея.
Во время блокады Ленинграда памятник был защищён от вражеской бомбардировки песком, бревенчатым настилом и землёй.
После Великой Отечественной войны в 1950 году из разобранного постамента извлекли три каменных блока, которые были использованы при создании бюстов Героев Советского Союза в Парке Победы[каком?] и памятника композитору Н. А. Римскому-Корсакову. 
В 1953 году монумент был перенесён во внутренний двор Русского музея. В 1980-е годы, в период ремонта корпуса Бенуа, скульптуру убрали под дощатый колпак и лишь в 1990 году освободили из этого укрытия.
В 1994 году конная статуя Александра III была установлена перед входом в Мраморный дворец, ставший филиалом Русского музея. Ранее в Мраморном дворце размещался музей В. И. Ленина, перед входом в который с 1937 года стоял броневик «Враг капитала» (перемещён в Музей артиллерии и военно-инженерных войск).
В 2013 году министр культуры России Владимир Мединский предложил переместить памятник Александру III под предлогом, что на нынешнем месте монументу «тесно». Были выдвинуты предложения переместить памятник на Конюшенную или Троицкую площадь и даже вернуть его на площадь Восстания.
В Законодательном собрании Санкт-Петербурга обсудили это предложение; предложение о переносе памятника на площадь Восстания было отвергнуто, а перенос на Конюшенную сочли несвоевременным.
Когда в январе 2020 года в очередной раз появились слухи о как будто возможном перемещении памятника Александру III от Мраморного дворца на другое место, председатель Петербургского комитета по социальной политике Александр Ржаненков официально заявил, что таких планов не было и нет.
За годы перемещений памятника у сабли царя был утрачен георгиевский темляк, также не сохранились поводья. Пока эти элементы не восстановлены.
Памятник на картинах Ивана Владимирова
|  |  |  |

## Отзывы современников
За свой внешний вид памятник стал героем фольклора.
Стоит комод,

На комоде бегемот,

На бегемоте обормот,

На обормоте шапка,

На шапке крест,

Кто угадает,

Того под арест.
— В. В. Долгов. Русское искусство во II половине XIX — начале XX века // Краткий очерк истории русской культуры с древнейших времён до наших дней
Третья дикая игрушка

Для российского холопа:

Был царь-колокол, царь-пушка,

А теперь ещё царь-жопа.
— Эпиграмма А. Рославлева

Посреди площади лежал огромный, красного порфира параллелепипед, нечто вроде титанического сундука. И на нём, мрачно проступая сквозь осенний питерский дождь, сквозь такой же питерский знобкий туман, сквозь морозную дымку зимы или её густой, то влажный, то сухой и колючий, снег, упершись рукой в грузную ляжку, пригнув чуть ли не к самым бабкам огромную голову коня-тяжеловоза туго натянутыми поводьями, сидел тучный человек в одежде, похожей на форменную одежду конных городовых; в такой, как у них, круглой барашковой шапке; с такой, как у многих из них, недлинной, мужицкого вида, бородой — «царь-миротворец» Александр Третий.
— Успенский Л. В. Одни ушли, другие живут рядом // [lib.ru/PROZA/USPENSKIJ_L/peterburzhec.txt Записки старого петербуржца]. — Л.: Лениздат, 1970.
… на коне тяжелоступном,

В землю втиснувшем упор копыт,

В полусне, волненью недоступном,

Недвижимо, сжав узду, стоит.
— так выразил В. Я. Брюсов в стихотворении «Три кумира» свои впечатления от образа «стынущего над толпой» самодержца.
И. Е. Репин определял его: «Россия, придавленная тяжестью одного из реакционнейших царей, пятится назад». По воспоминаниям Чуковского, Репин присутствовал на торжественном открытии этого памятника и в ту минуту, как увидел его, закричал: «Верно! Верно! Толстозадый солдафон! Тут он весь, тут и всё его царствование!»
Художник Борис Кустодиев написал о памятнике 23 мая 1909 года своей жене Юлии Евстафьевне Кустодиевой:

Видел вчера вечером памятник Александру III. Очень смешной и нелепый, лошадь совсем без хвоста, с раскрытым ртом, как будто страшно кричит, упирается и не хочет идти дальше, а он сам нелеп и неуклюж, особенно комичное впечатление сзади! Спина как женская грудь и лошадиный зад без хвоста. Кругом масса народа, очень меткие и иронические замечания делают…
— Борис Кустодиев
Писатель Василий Розанов, свидетель предреволюционных событий, своеобразно, но точно описал «гениальный по своей нелепости» памятник Александру III, созданный русским итальянцем князем Трубецким:

Россия через двести лет после Петра, растерявшая столько надежд… Огромно, могуче, некрасиво, безобразно даже… Конь упёрся… Голова упрямая и глупая… Конь не понимает, куда его понукают. Да и не хочет никуда идти. Конь — ужасный либерал: головой ни взад, ни вперёд, ни в бок. «Дайте реформу, без этого не шевельнусь» — «Будет тебе реформа!»… Хвоста нет, хвост отъеден у этой умницы… Громадное туловище с бочищами, с брюшищем, каких решительно ни у одной лошади нет… Бог знает что… Помесь из осла, лошади и с примесью коровы… «Не затанцует». Да, такая не затанцует; и, как мундштук ни давит в нёбо, «матушка Русь» решительно не умеет танцевать ни по чьей указке, и ни под какую музыку… Конь, очевидно, не понимает Всадника… предполагая в нём «злой умысел» всадить его в яму, уронить в пропасть… С другой стороны, видя, что конь хрипит, всадник принимает его за помешанную, совершенно дикую и опасную лошадь, на которой если нельзя ехать, то хоть следует стоять безопасно и неподвижно. Так все это и остановилось, упёрлось…
— Василий Розанов